# (78) Diana
(78) Diana ist ein Asteroid des mittleren Hauptgürtels, der am 15. März 1863 vom deutschen Astronomen Karl Theodor Robert Luther an der Sternwarte Düsseldorf entdeckt wurde.
Der Asteroid wurde benannt nach Diana, der römischen Göttin der Jagd und Tochter von Jupiter und Latona. Der griechische Name lautet Artemis. Die Benennung erfolgte auf Vorschlag des Geheimen Justizrats W. Luther aus Naumburg, des Onkels des Entdeckers.

## Wissenschaftliche Auswertung
Aus Ergebnissen der IRAS Minor Planet Survey (IMPS) wurden 1992 erstmals Angaben zu Durchmesser und Albedo für zahlreiche Asteroiden abgeleitet, darunter auch (78) Diana, für die damals Werte von 120,6 km bzw. 0,07 erhalten wurden. Aus Beobachtungen einer Sternbedeckung durch den Asteroiden am 4. September 1980 wurde in einer Untersuchung von 2006 eine Albedo von 0,086 abgeleitet. Radarastronomische Untersuchungen am Arecibo-Observatorium vom 11. bis 16. Januar 1990 bei 2,38 GHz ergaben einen effektiven Durchmesser von 120 ± 6 km. Die Radarechos schienen von einer im Millimeter- bis Zentimeterbereich sehr glatten Oberfläche reflektiert worden zu sein. Eine Auswertung von Beobachtungen durch das Projekt NEOWISE im nahen Infrarot führte 2012 zu vorläufigen Werten für den Durchmesser und die Albedo im sichtbaren Bereich von 179,3 km bzw. 0,03. Nach der Reaktivierung von NEOWISE im Jahr 2013 und Registrierung neuer Daten wurden die Werte 2015 mit 160,1 km bzw. 0,03 angegeben, diese Angaben beinhalten aber hohe Unsicherheiten.
Eine spektroskopische Untersuchung von 820 Asteroiden zwischen November 1996 und September 2001 am La-Silla-Observatorium in Chile ergab für (78) Diana eine taxonomische Klassifizierung als Caa- bzw. Ch-Typ. Polarimetrische Beobachtungen erfolgten am 23. Juni 2017 am Lulin-Observatorium in Taiwan. Die Messwerte entsprachen dem taxonomischen Ch-Typ.
Aus einer photometrischen Beobachtung vom 2. März 1969 am Kitt-Peak-Nationalobservatorium in Arizona konnte aus der Lichtkurve erstmals eine Rotationsperiode in der Größenordnung von 8 Stunden abgeschätzt werden. Nach einer weiteren Messung aus dem November 1980 am Table Mountain Observatory in Kalifornien, deren Auswertung zu einer Rotationsperiode von 7,225 h führte, ergaben neue Beobachtungen vom 13. bis 25. August 2005 am privaten R. P. Feynman Observatory in Italien einen verbesserten Wert von 7,300 h.
Um den Jahreswechsel 2006/2007 erfolgten mehrere photometrische Beobachtungen des Asteroiden an unterschiedlichen Observatorien. Eine Messung am 28. Dezember 2006 am Evelyn L. Egan Observatory der Florida Gulf Coast University ergab eine Rotationsperiode von 7,318 h. Eine Beobachtung am 3. Januar 2007 am Volunteer Observatory in Tennessee führte zu einem Wert von 7,346 h, und weitere Messungen vom 9. bis 14. Januar 2007 an der Sternwarte Belgrad in Serbien ergaben 7,299 h. Dagegen führte eine Beobachtung am 20. November 2010 am Nationalen Astronomischen Observatorium Roschen in Bulgarien zu einem etwas geringeren Wert von 6,857 h.
Photometrische Beobachtungen am Organ Mesa Observatory in New Mexico vom 8. April bis 8. Mai 2020 ergaben eine Rotationsperiode von 7,2929 h, während erneute Messungen vom 3. Januar bis 24. Februar 2024 zu einem Wert von 7,2932 h führten. Auch von der italienischen Amateur Astronomers Union (UAI) gab es mehrere Kampagnen zur Bestimmung der Rotationsperiode von (78) Diana: Aus photometrischen Beobachtungen vom 8. Februar bis 19. März 2020 an drei verschiedenen Observatorien in Italien konnte eine Rotationsperiode von 7,294 h abgeleitet werden, während vom 19. bis 21. September 2022 an vier verschiedenen Observatorien eine Rotationsperiode von 7,292 h bestimmt wurde. Bei einer weiteren Beobachtung vom 21. Januar bis 5. März 2024 an drei Observatorien wurde ein Wert von 7,293 h gefunden.
Abschätzungen von Masse und Dichte für (78) Diana aufgrund von gravitativen Beeinflussungen auf Testkörper ergaben in einer Untersuchung von 2012 eine Masse von etwa 1,27·1018 kg, was mit einem angenommenen Durchmesser von etwa 124 km zu einer Dichte von 1,28 g/cm³ führte bei einer Porosität von 42 %. Diese Werte besitzen eine Unsicherheit im Bereich von ±14 %.